# NGC 7191
NGC 7191 (również PGC 68059) – galaktyka spiralna z poprzeczką (SBc), znajdująca się w gwiazdozbiorze Indianina. Odkrył ją John Herschel 22 czerwca 1835 roku.